# Terremoto del Virreinato de Nueva Granada de 1785
El Terremoto del Virreinato de Nueva Granada de 1785 fue un terremoto, movimiento sísmico que ocurrió el 12 de julio de 1785, a las 7:45 AM, cuya duración sería de tres a cuatro minutos, en la ciudad de Santa Fe de Bogotá, Colombia.
Afectó a la ciudad de Santa Fe de Bogotá, Colombia, ocasionando daños considerables en casi todos los edificios de la ciudad, tales como conventos, y las torres de casi todas las iglesias quedaron en ruinas, en especial se destaca:
- La Iglesia y Convento de San Francisco, que resultó gravemente dañada, pero que tuvo una fiel reconstrucción.
- El Convento de Santo Domingo, cuya torre se destruyó,
- La Iglesia de Guadalupe, acabó derrumbada,
- La Iglesia Catedral de Bogotá, sólo afectó considerablemente a su torre.
- El Palacio del arzobispo–virrey, fue deshabitado.

Además numerosos pueblos de la Sabana de Bogotá, fueron totalmente destruidos.
- La Catedral de Zipaquirá quedó totalmente destruida.
- El Palacio Obispal de la Ciudad de Zipaquirá sufrió graves daños en su tejado.

Los testimonios del sismo de 1785 reposan en el Archivo General de la Nación de Colombia, donde se custodian registros de múltiples acontecimientos; siendo de particular importancia el Aviso del terremoto.